# Chrysaora quinquecirrha
Chrysaora quinquecirrha, též zvaná mořská kopřiva, je druh medúzy žijící v teplých mořích při pobřeží Atlantského a Indického oceánu a v západním Tichomoří. Je hojná při východním pobřeží Spojených států.
Zvon této medúzy má slabě narůžovělou nebo žlutavou barvu, při okrajích zvonu jsou někdy tmavší pruhy. Je menší než příbuzná Chrysaora fuscescens, která je rovněž označována jako mořská kopřiva, a která žije při západním pobřeží Ameriky.
Je dravá, živí se zooplanktonem, korýši, larvami hmyzu, malými rybkami i jinými medúzami. Kořist zabíjí nebo omračuje jedem z žahavých buněk, u lidí způsobuje popálení přechodnou, bolestivou vyrážku.